# Szep-szarri
Szep-szarri (akad. Šēp-šarri, tłum. „Stopy króla”) – wysoki dostojnik, gubernator prowincji Habruri za rządów asyryjskiego króla Salmanasara III (858-824 p.n.e.); z asyryjskich list i kronik eponimów wiadomo, iż w 835 r. p.n.e., sprawował urząd limmu (eponima).